# Lista planetelor minore/3401–3500
Aceasta este Lista planetelor minore/3401–3500; pentru a naviga prin lista completă vezi Lista planetelor minore.
Pentru ale detalii vezi și Proiect:Astronomie sau Portal:Astronomie.
| Nume                 | Denumire provizorie | Data descoperirii  | Locul descoperirii        | Descoperitor(i)                         |
| -------------------- | ------------------- | ------------------ | ------------------------- | --------------------------------------- |
| 3401 Vanphilos       | 1981 PA             | 1 august 1981      | Harvard Observatory⁠(d)    | Harvard Observatory⁠(d)                  |
| 3402 Wisdom          | 1981 PB             | 5 august 1981      | Anderson Mesa             | E. Bowell                               |
| 3403 Tammy           | 1981 SW             | 25 septembrie 1981 | Socorro⁠(d)                | L. G. Taff⁠(d)                           |
| 3404 Hinderer        | 1934 CY             | 4 februarie 1934   | Heidelberg                | K. Reinmuth                             |
| 3405 Daiwensai       | 1964 UQ             | 30 octombrie 1964  | Nanking⁠(d)                | Purple Mountain Observatory⁠(d)          |
| 3406 Omsk            | 1969 DA             | 21 februarie 1969  | Nauchnij⁠(d)               | B. A. Burnașeva                         |
| 3407 Jimmysimms      | 1973 DT             | 28 februarie 1973  | Hamburg-Bergedorf         | L. Kohoutek                             |
| 3408 Shalamov        | 1977 QG4            | 18 august 1977     | Nauchnij⁠(d)               | N. S. Cernîh                            |
| 3409 Abramov         | 1977 RE6            | 9 septembrie 1977  | Nauchnij                  | N. S. Cernîh                            |
| 3410 Vereshchagin    | 1978 SZ7            | 26 septembrie 1978 | Nauchnij                  | L. V. Juravliova                        |
| 3411 Debetencourt    | 1980 LK             | 2 iunie 1980       | La Silla                  | H. Debehogne                            |
| 3412 Kafka           | 1983 AU2            | 10 ianuarie 1983   | Palomar                   | R. L. Kirk⁠(d), D. J. Rudy⁠(d)            |
| 3413 Andriana        | 1983 CB3            | 15 februarie 1983  | Anderson Mesa             | N. G. Thomas⁠(d)                         |
| 3414 Champollion     | 1983 DJ             | 19 februarie 1983  | Anderson Mesa             | E. Bowell                               |
| 3415 Danby           | 1928 SL             | 22 septembrie 1928 | Heidelberg                | K. Reinmuth                             |
| 3416 Dorrit          | 1931 VP             | 8 noiembrie 1931   | Heidelberg                | K. Reinmuth                             |
| 3417 Tamblyn         | 1937 GG             | 1 aprilie 1937     | Heidelberg                | K. Reinmuth                             |
| 3418 Izvekov         | 1973 QZ1            | 31 august 1973     | Nauchnij⁠(d)               | T. M. Smirnova                          |
| 3419 Guth            | 1981 JZ             | 8 mai 1981         | Kleť                      | L. Brožek⁠(d)                            |
| 3420 Standish        | 1984 EB             | 1 martie 1984      | Anderson Mesa             | E. Bowell                               |
| 3421 Yangchenning    | 1975 WK1            | 26 noiembrie 1975  | Nanking⁠(d)                | Purple Mountain Observatory⁠(d)          |
| 3422 Reid            | 1978 OJ             | 28 iulie 1978      | Bickley⁠(d)                | Perth Observatory⁠(d)                    |
| 3423 Slouka          | 1981 CK             | 9 februarie 1981   | Kleť                      | L. Brožek⁠(d)                            |
| 3424 Nušl            | 1982 CD             | 14 februarie 1982  | Kleť                      | L. Brožek                               |
| 3425 Hurukawa        | 1929 BD             | 29 ianuarie 1929   | Heidelberg                | K. Reinmuth                             |
| 3426 Seki            | 1932 CQ             | 5 februarie 1932   | Heidelberg                | K. Reinmuth                             |
| 3427 Szentmártoni    | 1938 AD             | 6 ianuarie 1938    | Konkoly                   | G. Kulin                                |
| 3428 Roberts         | 1952 JH             | 1 mai 1952         | Brooklyn⁠(d)               | Indiana University⁠(d)                   |
| 3429 Chuvaev         | 1974 SU1            | 19 septembrie 1974 | Nauchnij⁠(d)               | L. I. Cernîh                            |
| 3430 Bradfield       | 1980 TF4            | 9 octombrie 1980   | Palomar                   | C. S. Shoemaker                         |
| 3431 Nakano          | 1984 QC             | 24 august 1984     | Geisei⁠(d)                 | T. Seki                                 |
| 3432 Kobuchizawa     | 1986 EE             | 7 martie 1986      | Kobuchizawa⁠(d)            | M. Inoue⁠(d), O. Muramatsu⁠(d), T. Urata  |
| 3433 Fehrenbach      | 1963 TJ1            | 15 octombrie 1963  | Brooklyn⁠(d)               | Indiana University⁠(d)                   |
| 3434 Hurless         | 1981 VO             | 2 noiembrie 1981   | Anderson Mesa             | B. A. Skiff⁠(d)                          |
| 3435 Boury           | 1981 XC2            | 2 decembrie 1981   | Haute Provence            | F. Dossin⁠(d)                            |
| 3436 Ibadinov        | 1976 SS3            | 24 septembrie 1976 | Nauchnij⁠(d)               | N. S. Cernîh                            |
| 3437 Kapitsa         | 1982 UZ5            | 20 octombrie 1982  | Nauchnij                  | L. G. Karacikina                        |
| 3438 Inarradas       | 1974 SD5            | 21 septembrie 1974 | El Leoncito⁠(d)            | Felix Aguilar Observatory⁠(d)            |
| 3439 Lebofsky        | 1983 RL2            | 4 septembrie 1983  | Anderson Mesa             | E. Bowell                               |
| 3440 Stampfer        | 1950 DD             | 17 februarie 1950  | Heidelberg                | K. Reinmuth                             |
| 3441 Pochaina        | 1969 TS1            | 8 octombrie 1969   | Nauchnij⁠(d)               | L. I. Cernîh                            |
| 3442 Yashin          | 1978 TO7            | 2 octombrie 1978   | Nauchnij                  | L. V. Juravliova                        |
| 3443 Leetsungdao     | 1979 SB1            | 26 septembrie 1979 | Nanking⁠(d)                | Purple Mountain Observatory⁠(d)          |
| 3444 Stepanian       | 1980 RJ2            | 7 septembrie 1980  | Nauchnij⁠(d)               | N. S. Cernîh                            |
| 3445 Pinson          | 1983 FC             | 16 martie 1983     | Anderson Mesa             | E. Barr                                 |
| 3446 Combes          | 1942 EB             | 12 martie 1942     | Heidelberg                | K. Reinmuth                             |
| 3447 Burckhalter     | 1956 SC             | 29 septembrie 1956 | Brooklyn⁠(d)               | Indiana University⁠(d)                   |
| 3448 Narbut          | 1977 QA5            | 22 august 1977     | Nauchnij⁠(d)               | N. S. Cernîh                            |
| 3449 Abell           | 1978 VR9            | 7 noiembrie 1978   | Palomar                   | E. F. Helin, S. J. Bus                  |
| 3450 Dommanget       | 1983 QJ             | 31 august 1983     | La Silla                  | H. Debehogne                            |
| 3451 Mentor          | 1984 HA1            | 19 aprilie 1984    | Kleť                      | A. Mrkos                                |
| 3452 Hawke           | 1980 OA             | 17 iulie 1980      | Anderson Mesa             | E. Bowell                               |
| 3453 Dostoevsky      | 1981 SS5            | 27 septembrie 1981 | Nauchnij⁠(d)               | L. G. Karacikina                        |
| 3454 Lieske          | 1981 WB1            | 24 noiembrie 1981  | Anderson Mesa             | E. Bowell                               |
| 3455 Kristensen      | 1985 QC             | 20 august 1985     | Anderson Mesa             | E. Bowell                               |
| 3456 Etiennemarey    | 1985 RS2            | 5 septembrie 1985  | La Silla                  | H. Debehogne                            |
| 3457 Arnenordheim    | 1985 RA3            | 5 septembrie 1985  | La Silla                  | H. Debehogne                            |
| 3458 Boduognat       | 1985 RT3            | 7 septembrie 1985  | La Silla                  | H. Debehogne                            |
| 3459 Bodil           | 1986 GB             | 2 aprilie 1986     | Brorfelde⁠(d)              | P. Jensen⁠(d)                            |
| 3460 Ashkova         | 1973 QB2            | 31 august 1973     | Nauchnij⁠(d)               | T. M. Smirnova                          |
| 3461 Mandelshtam     | 1977 SA1            | 18 septembrie 1977 | Nauchnij                  | N. S. Cernîh                            |
| 3462 Zhouguangzhao   | 1981 UA10           | 25 octombrie 1981  | Nanking⁠(d)                | Purple Mountain Observatory⁠(d)          |
| 3463 Kaokuen         | 1981 XJ2            | 3 decembrie 1981   | Nanking                   | Purple Mountain Observatory             |
| 3464 Owensby         | 1983 BA             | 16 ianuarie 1983   | Anderson Mesa             | E. Bowell                               |
| 3465 Trevires        | 1984 SQ5            | 20 septembrie 1984 | La Silla                  | H. Debehogne                            |
| 3466 Ritina          | 1975 EA6            | 6 martie 1975      | Nauchnij⁠(d)               | N. S. Cernîh                            |
| 3467 Bernheim        | 1981 SF2            | 26 septembrie 1981 | Anderson Mesa             | N. G. Thomas⁠(d)                         |
| 3468 Urgenta         | 1975 AM             | 7 ianuarie 1975    | Zimmerwald⁠(d)             | P. Wild                                 |
| 3469 Bulgakov        | 1982 UL7            | 21 octombrie 1982  | Nauchnij⁠(d)               | L. G. Karacikina                        |
| 3470 Yaronika        | 1975 ES             | 6 martie 1975      | Nauchnij                  | N. S. Cernîh                            |
| 3471 Amelin          | 1977 QK2            | 21 august 1977     | Nauchnij                  | N. S. Cernîh                            |
| 3472 Upgren          | 1981 EJ10           | 1 martie 1981      | Siding Spring             | S. J. Bus                               |
| 3473 Sapporo         | A924 EG             | 7 martie 1924      | Heidelberg                | K. Reinmuth                             |
| 3474 Linsley         | 1962 HE             | 27 aprilie 1962    | Brooklyn⁠(d)               | Indiana University⁠(d)                   |
| 3475 Fichte          | 1972 TD             | 4 octombrie 1972   | Hamburg-Bergedorf         | L. Kohoutek                             |
| 3476 Dongguan        | 1978 UF2            | 28 octombrie 1978  | Nanking⁠(d)                | Purple Mountain Observatory⁠(d)          |
| 3477 Kazbegi         | 1979 KH             | 19 mai 1979        | La Silla                  | R. M. West⁠(d)                           |
| 3478 Fanale          | 1979 XG             | 14 decembrie 1979  | Anderson Mesa             | E. Bowell                               |
| 3479 Malaparte       | 1980 TQ             | 3 octombrie 1980   | Kleť                      | Z. Vávrová⁠(d)                           |
| 3480 Abante          | 1981 GB             | 1 aprilie 1981     | Anderson Mesa             | E. Bowell                               |
| 3481 Xianglupeak     | 1982 DS6            | 19 februarie 1982  | Xinglong⁠(d)               | Peking Observatory⁠(d)                   |
| 3482 Lesnaya         | 1975 VY4            | 2 noiembrie 1975   | Nauchnij⁠(d)               | T. M. Smirnova                          |
| 3483 Svetlov         | 1976 YP2            | 16 decembrie 1976  | Nauchnij                  | L. I. Cernîh                            |
| 3484 Neugebauer      | 1978 NE             | 10 iulie 1978      | Palomar                   | E. F. Helin, E. M. Shoemaker            |
| 3485 Barucci         | 1983 NU             | 11 iulie 1983      | Anderson Mesa             | E. Bowell                               |
| 3486 Fulchignoni     | 1984 CR             | 5 februarie 1984   | Anderson Mesa             | E. Bowell                               |
| 3487 Edgeworth       | 1978 UF             | 28 octombrie 1978  | Anderson Mesa             | H. L. Giclas⁠(d)                         |
| 3488 Brahic          | 1980 PM             | 8 august 1980      | Anderson Mesa             | E. Bowell                               |
| 3489 Lottie          | 1983 AT2            | 10 ianuarie 1983   | Palomar                   | K. E. Herkenhoff⁠(d), G. W. Ojakangas⁠(d) |
| 3490 Šolc            | 1984 SV             | 20 septembrie 1984 | Kleť                      | A. Mrkos                                |
| 3491 Fridolin        | 1984 SM4            | 30 septembrie 1984 | Zimmerwald⁠(d)             | P. Wild                                 |
| 3492 Petra-Pepi      | 1985 DQ             | 16 februarie 1985  | Kleť                      | M. Mahrová⁠(d)                           |
| 3493 Stepanov        | 1976 GR6            | 3 aprilie 1976     | Nauchnij⁠(d)               | N. S. Cernîh                            |
| 3494 Purple Mountain | 1980 XW             | 7 decembrie 1980   | Nanking⁠(d)                | Purple Mountain Observatory⁠(d)          |
| 3495 Colchagua       | 1981 NU             | 2 iulie 1981       | Cerro El Roble⁠(d)         | L. E. González⁠(d)                       |
| 3496 Arieso          | 1977 RC             | 5 septembrie 1977  | La Silla                  | H.-E. Schuster⁠(d)                       |
| 3497 Innanen         | 1941 HJ             | 19 aprilie 1941    | Turku                     | L. Oterma                               |
| 3498 Belton          | 1981 EG14           | 1 martie 1981      | Siding Spring             | S. J. Bus                               |
| 3499 Hoppe           | 1981 VW1            | 3 noiembrie 1981   | Tautenburg Observatory⁠(d) | F. Börngen, K. Kirsch⁠(d)                |
| 3500 Kobayashi       | A919 SD             | 18 septembrie 1919 | Heidelberg                | K. Reinmuth                             |